# Frida (nome)
Frida  è un nome proprio di persona italiano femminile.

## Varianti
- Femminili: Frieda[1][2], Fride[1][2]
- Maschili: Frido[1]

### Varianti in altre lingue
- Catalano: Frida[3]
- Danese: Frida[4][5], Frid[4]
- Inglese: Frieda[6], Freida[6]
- Islandese: Fríða[5]
- Norvegese: Frida[4][5], Frid[4]
- Svedese: Frida[4][5], Frid[4]
- Spagnolo: Frida[3], Frieda[3]
- Tedesco: Frida[6], Frieda[6], Friede[6]

## Origine e diffusione
È un nome tedesco, che nell'onomastica germanica rappresentava generalmente l'ipocoristico di altri nomi contenenti la radice fridu, in proto-germanico *frithu o *friþuz ("pace", "amicizia", "sicurezza"), come ad esempio Elfrida, Federica e Fridolina; ha quindi lo stesso significato dei nomi Pace, Concordia, Femke, Mira, Irene, Shanti, Barış e Salomè.
Negli anni 1970 erano documentate 4 000 occorrenze del nome in Italia, più altre 2 500 della forma "Frieda"; era diffuso in tutto il territorio nazionale, con più compattezza in Trentino-Alto Adige e Friuli-Venezia Giulia per la forma base. In Scandinavia il nome ha quasi certamente un'etimologia diversa, riconducibile al termine norreno fríðr ("bello", "amato").

## Onomastico
Frida è un nome adespota, cioè non è portato da alcuna santa; l'onomastico può essere eventualmente festeggiato il 1º novembre, giorno di Ognissanti.

## Persone
- Frida Appelgren, cantante svedese
- Frida Boccara, cantante francese

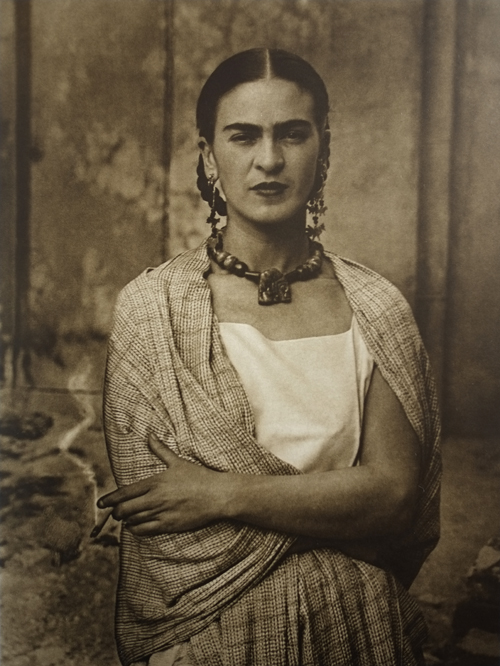
Frida Kahlo

- Frida Gustavsson, modella e attrice svedese
- Frida Hallgren, attrice svedese
- Frida Hansdotter, sciatrice alpina svedese
- Frida Kahlo, pittrice messicana
- Frida Karlsson, fondista svedese
- Frida Leider, cantante lirica tedesca
- Frida Misul, superstite dell'Olocausto italiana
- Frida Östberg, calciatrice svedese
- Frida Richard, attrice austriaca

### Variante Frieda
- Frieda Brepoels, politica belga

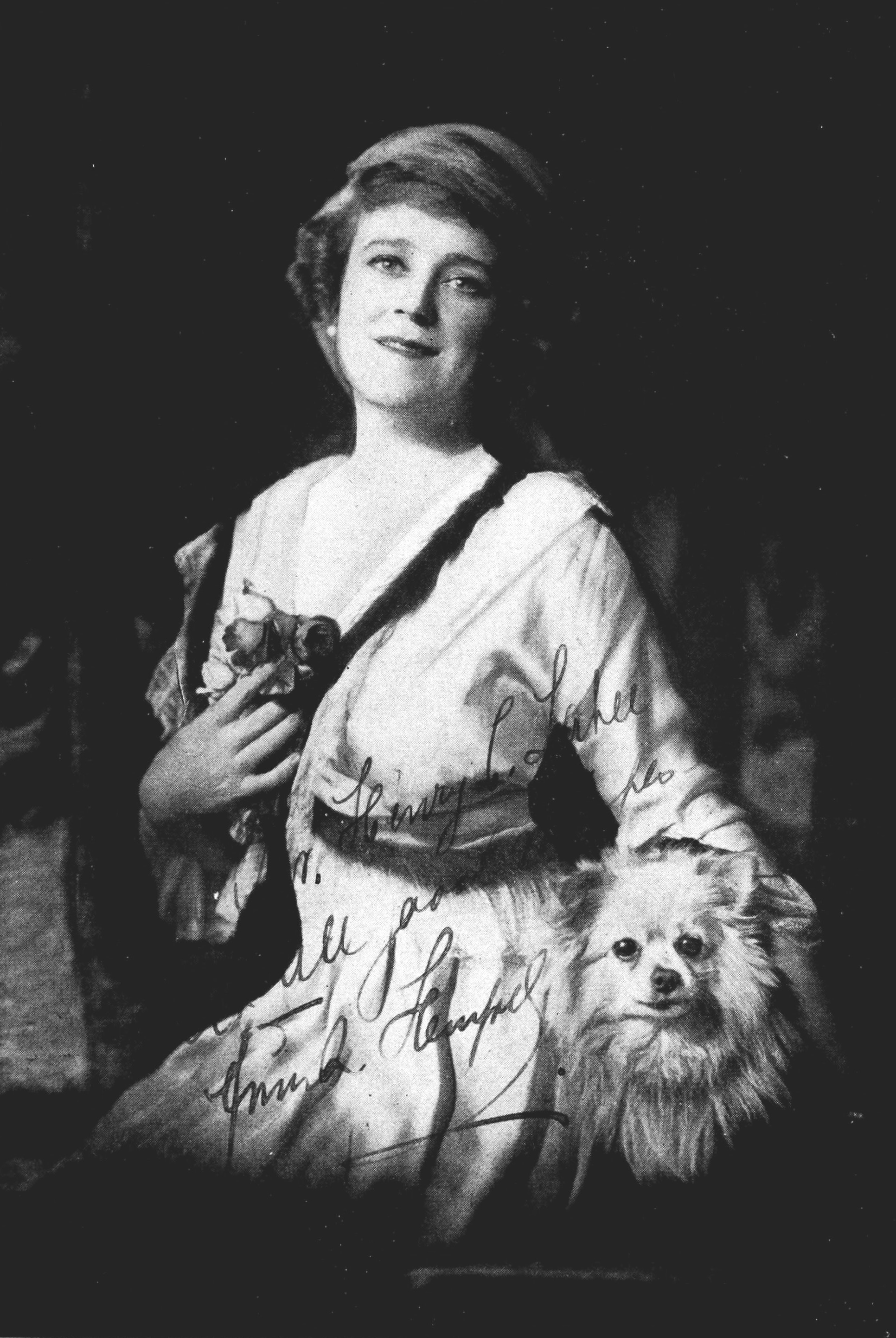
Frieda Hempel

- Frieda Fromm-Reichmann, psichiatra tedesca
- Frieda Hempel, soprano tedesco
- Frieda Hughes, poetessa e pittrice britannica naturalizzata australiana
- Frieda Inescort, attrice scozzese
- Frieda Gertrud Riess, fotografa tedesca

### Altre varianti femminili
- Anni-Frid Lyngstad, cantante, cantautrice e ambientalista norvegese naturalizzata svedese
- Freida Pinto, attrice, ballerina e modella indiana

### Variante maschile Frido
- Frido Frey, cestista tedesco naturalizzato statunitense

## Il nome nelle arti
- Frida è un personaggio della serie Pokémon.
- Frieda è un personaggio dei fumetti Peanuts.
- Frieda è un personaggio del romanzo di Franz Kafka Il castello.
- Frieda è un personaggio del film del 2006 Cenerentola e gli 007 nani.
- Frieda Berlin è un personaggio della serie televisiva Orange Is the New Black.
- Frieda Reiss è un personaggio del manga di Hajime Isayama L'attacco dei giganti.
- Frida è il titolo di una canzone di Fred Bongusto.

## Toponimi
- 722 Frieda è un asteroide della fascia principale, che prende il nome da Frieda Hillebrand, nipote dell'astronomo Edmund Weiss.